# Sinamore
Sinamore est un groupe de metal gothique finlandais.

## Biographie
Sinamore est formé en 1998 par trois amis d'enfance : Mikko Heikkilä (chant, guitare), Jarno Uski (basse) et Miika Hostikka (batterie) dans les ghettos de Summa, dans la ville d'Hamina, en Finlande. Les lacs, l'histoire de l'archipel et les anciens villages de pêcheurs près desquels ils grandissent les influencent grandement ; ils développent ainsi leur propre style musical, et sortent leur première démo, My Grace, sous le label Halflife deux ans plus tard, rapidement suivie par une deuxième démo Agony, et une troisième She and the Devil. Tommi Muhli arrivé comme second guitariste au printemps 2002, le groupe enregistre une quatrième démo, intitulée Sleeping Away, et entre en 2004 dans les studios du producteur Teemu Aalto pour leur cinquième démo Follow into the Cry. Sinamore signe rapidement avec un petit label japonais mais rencontre divers problèmes de production qui le forcent à résigner le contrat. 
Avec un total de cinq démos, deux contrats - dont un résilié -, un premier album en cours de réalisation, placé en demi-finale des Finnish Rock Championships 2003, figurant sur plusieurs compilations, et élu plusieurs fois « groupe du mois », Sinamore est prêt à rejoindre les rangs des groupes internationaux en signant chez Napalm Records pour enregistrer leur premier album A New Day qui sortira en janvier 2006. Ce premier album, très bien reçu par la plupart des chroniqueurs,,,,,,, et propulse Sinamore dans une tournée européenne avec les groupes To/Die/For (FIN), Das Scheit (ALL) et Indigo Child (SLO). 
En 2007, le groupe entre au Villvox Studio pour enregistrer aux côtés d'Aleksanteri Kuosa (Before the Dawn, Dawn of Solace, Profane Omen, etc.) leur deuxième album, Seven Sins a Second. À la fin 2008, Tommi Muhli quitte le groupe pour des raisons personnelles mais reste malgré tout en bonne relation. Il sera remplacé en avril 2009 par le guitariste Sami Hauru (ID:Exorcist).

## Membres

### Membres actuels
- Mikko Heikkilä - chant, guitare
- Sami Hauru - guitare
- Jarno Uski - basse
- Miika Hostikka - batterie

### Ancien membre
- Tommi Muhli - guitare

## Discographie
- 2006 : A New Day
- 2007 : Seven Sins a Second